# Pointe du Siège
La pointe du Siège est un espace naturel situé en bord de mer, à Ouistreham, dans le Calvados. Elle est délimitée par le canal de Caen à la mer, l'estuaire de l'Orne et des vasières.

## Histoire
En 1857, le canal de Caen à la mer est inauguré. Il isole ainsi la pointe du Siège du reste de la commune de Ouistreham.
En 1913, le conseil général du Calvados lance un projet de pont entre Ouistreham et Sallenelles, au niveau de la pointe du Siège. L’administration des Ponts et Chaussées préconise également le redressement du cours de l'Orne et sa fixation pour l'amener directement dans le chenal du port de Ouistreham. Ce projet aurait provoqué le comblement de l'embouchure actuelle de la rivière et la transformation des terrains ainsi poldérisés en herbage. Mais aucun de ces deux projets n'est finalisé.

## Les dunes
La pointe du Siège est une dune fossile, c'est-à-dire qu'elle ne se déplace plus et qu'elle ne reçoit plus de sable ; on dit qu'elle est isolée du processus d'évolution des dunes littorales. Elle est recouverte de mousse, de lichens et de graminées : c'est ce que l'on appelle la pelouse sèche. Y poussent également des buissons et arbustes résistant naturellement aux embruns.

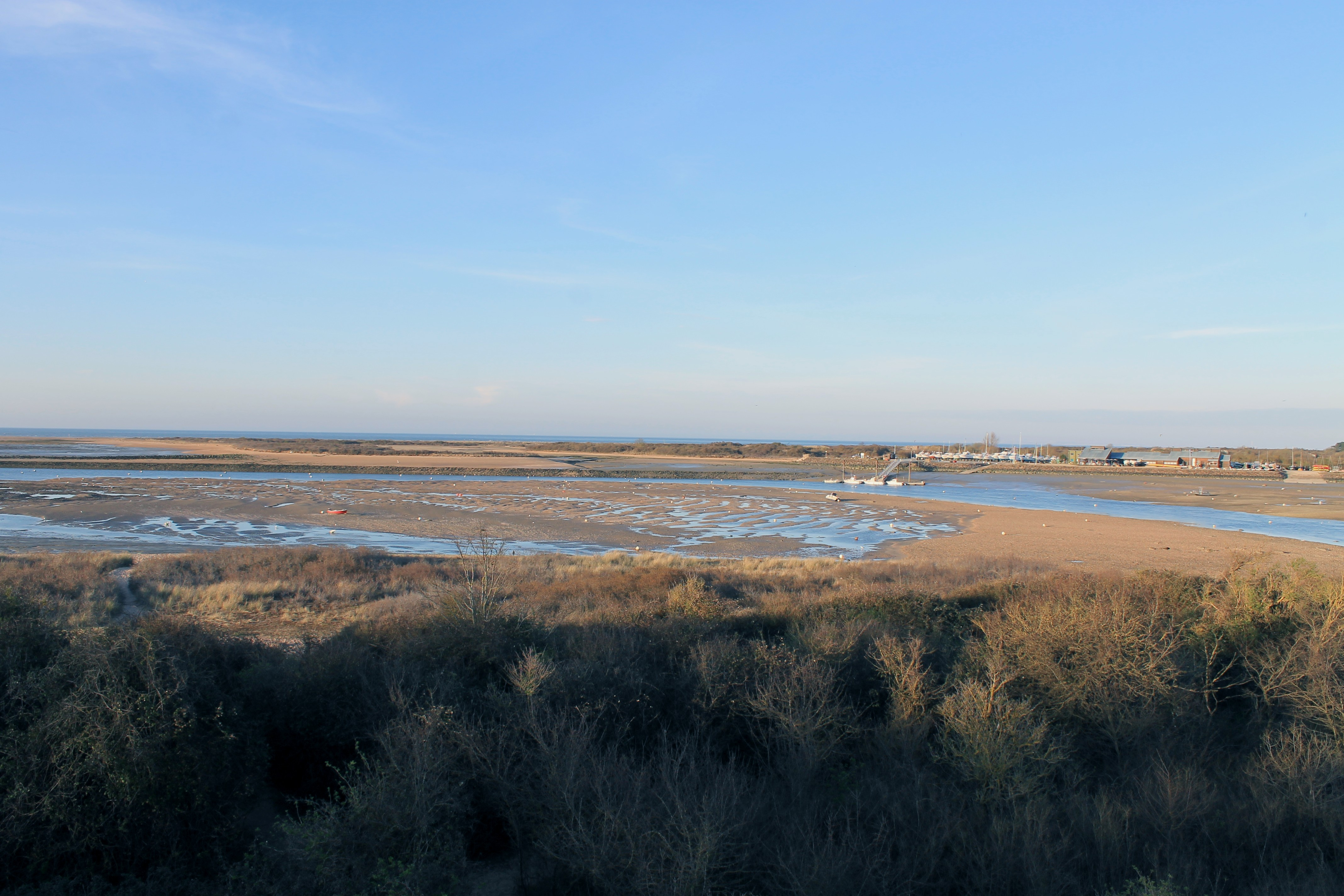
Embouchure de l'Orne en direction de la Manche
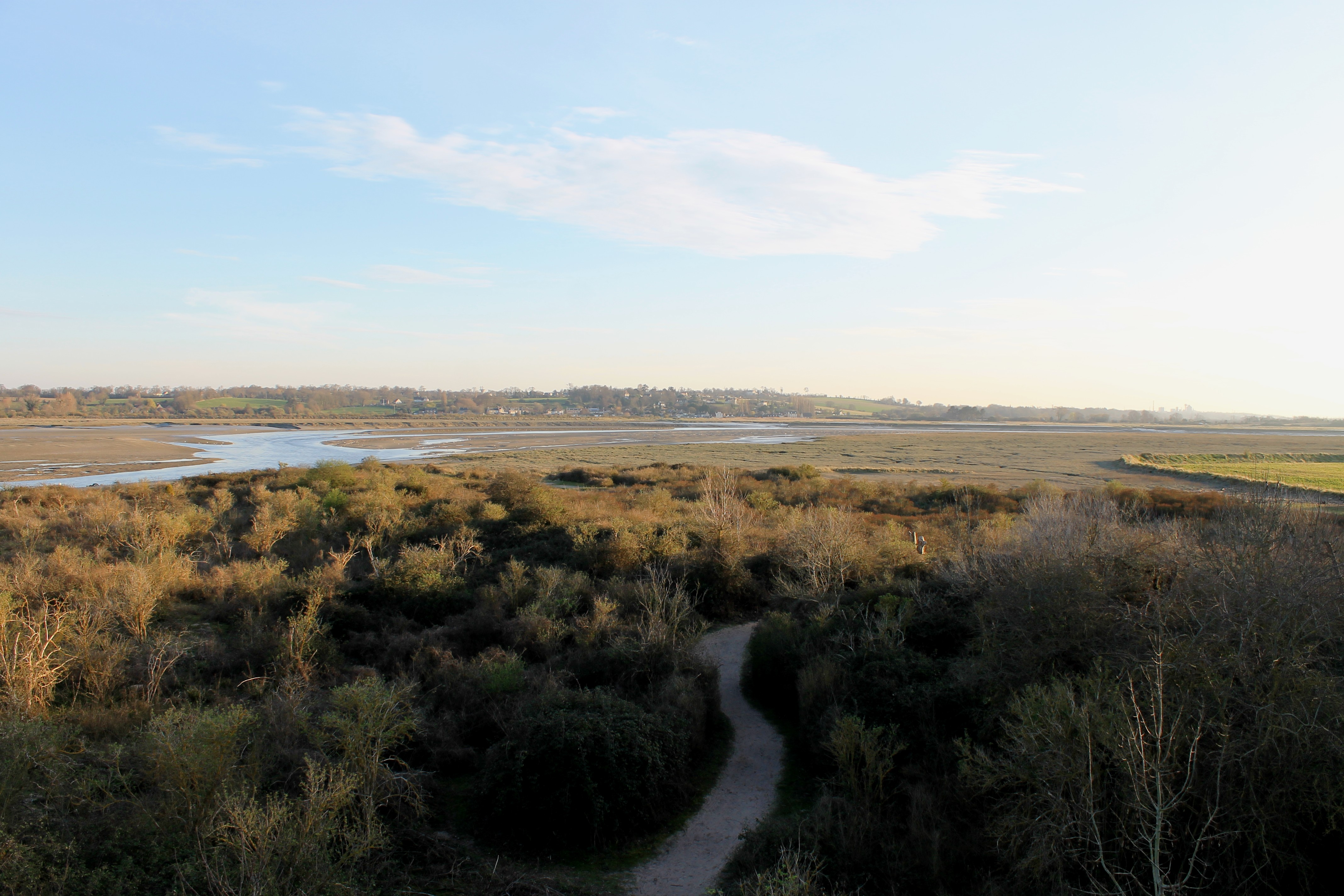
Embouchure de l'Orne en direction de l'intérieur des terres

## La faune
De nombreuses espèces d'oiseaux, qu’ils soient sédentaires ou migrateurs, sont observables du fait que les vases de l’estuaire proposent une faune abondante. On y trouve par exemple le goéland argenté, la mouette rieuse, la spatule blanche, la bernache cravant, le gravelot, le tadorne de Belon, le goéland leucophée, le barge à queue noire, le rossignol philomèle, le coucou gris, le bécasseau sanderling, l'avocette élégante, le sterne pierregarin, et bien d'autres encore...
On peut par ailleurs voir d’autres espèces animales en se promenant le long du chemin, non balisé mais ne présentant aucune difficulté. Celui-ci permet de longer le rivage, constitué de sable et de vase sur lesquels s’éparpillent des épaves de bateaux. Une tour d’observation permet d'admirer le paysage et d’observer les oiseaux.

## Classement
La pointe du Siège est en zone naturelle d'intérêt écologique, faunistique et floristique de type I, sous le no 250006474 et fait partie de la zone de protection spéciale, natura 2000 de l'estuaire de l'Orne.